# Списак генерала и адмирала Војске Југославије и СЦГ: Т, Ћ и У
Списак особа које су у имале генералске и адмиралске чинове у Војсци Југославије (ВЈ) и Војсци Србије и Црне Горе (ВСЦГ) чије презиме почиње на слова Т, Ћ и У, за остале генерале и адмирале погледајте Списак генерала и адмирала Војске Југославије и СЦГ.
напомена: Генералски, односно адмиралски чинови у ВЈ су били — генерал-армије (адмирал флоте), генерал-пуковник (адмирал), генерал-потпуковник (вице-адмирал) и генерал-мајор (контра-адмирал).

### Т
- Слободан Тадић (1956), генерал-мајор. После нестанка ВЈ, јуна 2006. војну каријеру наставио у Војсци Србије. Демобилисан је 2007. године.
- Властимир Тасић (1935), контра-адмирал. Активна служба у ВЈ престала му је 1994. године.
- Енес Тасо (1946—2018), генерал-мајор. Активна служба у ВЈ престала му је 1998. године.
- Златоје Терзић (1947—2022), генерал-потпуковник. Активна служба у ВЈ престала му је 2003. године.
- Милорад Терзић (1940), генерал-потпуковник. Активна служба у ВЈ престала му је 2000. године.
- Небојша Тица (1934—2020), генерал-потпуковник. Активна служба у ВЈ престала му је 1992. године.
- др Миломир Тодорић (1940), санитетски генерал-мајор. Активна служба у ВЈ престала му је 2001. године.
- Бошко Тодоровић (?—?), генерал-мајор у резерви. Активан и демобилисан у ВЈ 1999.
- Љубисав Тодоровић (1954), генерал-мајор. После нестанка ВЈ, јуна 2006. војну каријеру наставио у Војсци Србије. Демобилисан је 2006. године.
- Радован Томановић (1941), морнаричко-технички генерал-потпуковник. Активна служба у ВЈ престала му је 2000. године.
- Ацо Томић (1948—2024), генерал-мајор. Активна служба у ВСЦГ престала му је 2004. године.
- Мирко Томовић (1949), генерал-мајор. Активна служба у ВСЦГ престала му је 2005. године.
- Милан Торбица (1939—2008), генерал-потпуковник. Активна служба у ВЈ престала му је 1993. године.
- Србољуб Трајковић (1940), генерал-мајор. Активна служба у ВЈ престала му је 1997. године.
- Дмитар Трбојевић (1933—2003), генерал-потпуковник авијације. Активна служба у ВЈ престала му је 1992. године.
- Владо Трифуновић (1938—2017), генерал-мајор. Активна служба у ВЈ престала му је 1992. године.
- Петар Тркуља (1949), генерал-мајор. Активна служба у ВСЦГ престала му је 2004. године.
- Теодор Троха (1933), генерал-потпуковник. Активна служба у ВЈ престала му је 1992. године.
- Симеон Туманов (1943), генерал-мајор. Активна служба у ВЈ престала му је 1992. године.

### Ћ
- Вукашин Ћаласан (1938), генерал-мајор. Активна служба у ВЈ престала му је 1998. године.
- Младен Ћирковић (1953), генерал-потпуковник. После нестанка ВЈ, јуна 2006. војну каријеру наставио у Војсци Србије. Демобилисан је 2011. године.
- Недељко Ћопић (1938—1999), генерал-мајор. Активна служба у ВЈ престала му је 1998. године.
- Петар Ћорњаков (1956), генерал-мајор. После нестанка ВЈ, јуна 2006. војну каријеру наставио у Војсци Србије. Демобилисан је 2011. године.
- Ђорђе Ђурчин (1945), генерал-потпуковник. Активна служба у ВЈ престала му је 2001. године.

### У
- Душан Узелац (1934), генерал-пуковник. Активна служба у ВЈ престала му је 1992. године.
- Милан Узелац (1948), генерал-мајор. Активна служба у ВЈ престала му је 2003. године.
- Никола Узелац (1931—2011), генерал-пуковник. Активна служба у ВЈ престала му је 1993. године.
- Грујица Ускоковић (1943), генерал-мајор. Активна служба у ВЈ престала му је 2001. године.